# Ян Кампенгаузен
Ян Кампенгаузен власного гербу (Jan Kampenhausen, 17 вересня 1680, Рига — 1742) — польський військовий теоретик, фортифікатор, генерал коронних військ. Засновник польської гілки роду Кампенгаузенів.

## Біографія
Ян Кампенгаузен народився 17 вересня 1680 року в Ризі. Навчався протягом 1692—1697 років у місцевих школах. 1699 року став на службу до шведської армії, де дослужився до чину капітана. Польський військовий історик Мар'ян Кукель не виключав, однак, що Кампенгаузен насправді служив на боці Станіслава Лещинського. Під час Північної війни потрапив до польського полону. За порадою Адама-Миколая Сенявського вступив до Війська польського. Першою його роботою був вишкіл військ закордонного призову. Працював також над уніфікацією муштри інших підрозділів піхоти і драгонії (найманої кінноти). Усе — за саксонськими зразками. Кампенгаузен був завзятим прихильником відродження гусарських підрозділів у польському війську. Організував два полки лансьєрів. Історична традиція говорить про поїздку до Версаля з презентацією Людовику XIV польських гусарів. Однак, знайти розуміння у французького короля не вдалось — той був противником списів, головної зброї польських гусарів. Кампенгаузен повернувся до дому розчарований. Покинув службу ротмістра і вступив до інфантерії у званні полковника.
Після вступу до інфантерії був пов'язаний з Адамом-Миколаєм Сенявським. 1710 року призначений комендантом фортеці в Кам'янці-Подільському. Командував полком піхоти. 1711 року став комендантом Львова. Протистояв прихильникам Станіслава Лещинського. 1712 року передав обов'язки бригадирові Боєну і брав участь у поході на Станіславів (тепер Івано-Франківськ), займався приготуванням облоги міста. Від 1714 — знову комендант Львова. Намагався обмежити сваволю місцевої шляхти. На тогорічному Вишенському сеймику добився призначення окремого податку з єврейського населення Львова. Кошти призначались для потреб оборони. Наступного року безплатний гарнізон майже увесь дезертирував. У квітні 1716 року у Львові, внаслідок заздалегідь спланованої провокації і нападу тарногродських конфедератів, Кампенгаузен потрапив до полону. Звільнений, ймовірно, після Німого сейму 1717 року. Того ж року призначений бригадиром піхоти і комендантом Ельблонга. 1720 року перебував у російського царя під час перемовин зі Швецією, звідки привіз польському королю звістку про укладення миру. Того ж року, рішенням короля став генерал-майором. 16 грудня 1722 року отримав посаду титулярного підкоморія парнавського.
Брав участь у військовому суді в Познані над полковником Філіппі протягом серпня 1725 — лютого 1726 років. 1726 року на сеймі обраний для ведення перемовин із Швецією. 1732 року очолював військовий суд у справі колишнього торунського коменданта Якоба д'Аржеля. Розгляд справи почався 4 лютого, вирок виконано 20 березня. Пізніше виїздив на Волинь і повернувся до Варшави, де 10 серпня 1732 року взяв участь у параді. За дорученням Августа II виконував «обороти з піками». Видовище справило враження на короля, який ще того ж року запросив його до участі в перемовинах зі шведським послом. Після смерті Августа II, у часи безкоролів'я підтримав Станіслава Лещинського. 1733 року належав до військової ради при Юзефі Потоцькому, разом із Тарлами та Сапігою. Від поморського воєводства обраний депутатом до Дзіковської конфедерації. В листопаді 1734 року значився у конфедерації радником поморського воєводства. Того ж року брав участь в операціях на теренах Королівської Пруссії.
За часів Августа III був повторно призначений комендантом у Кам'янці після генерала Флоріана Шиллінга. Офіційно обійняв посаду 4 вересня 1737 року (за іншими даними — 13 вересня) і пробув на ній  до 1739. Після завершення служби оселився в селі Рибнишки Є також версія, що залишався на посаді до смерті. Помер 1742 року, не пізніше 21 червня. На похорон з'їхалось багато давніх гусарів — до 70 чоловік. Відомо, що дружина прожила щонайменше до 1749 року.
Кампенгаузен відомий як військовий теоретик і письменник. Писав польською мовою, яку вивчив доволі швидко — перша коротка польська записка походить ще з 1709 року, тобто відразу після польського полону. У літературній творчості, однак, часто вдавався до іншомовних виразів (німецьких та французьких), особливо у військовій термінології. Був прихильником впровадження польської мови у військовій справі. Знав також латинь, якою послуговувася в листуванні. Неодноразово керував фортифікаційними роботами, проводив експертизу укріплень. Цивільною архітектурою, ймовірно, не займався. За дорученням Сенявського, займався пошуком інженерів для ведення численних будівельних робіт. У листах фігурують імена литовського артилериста полковника Міллера, а також інженера Обшлевітца. Там же є згадки про купівлю гравюр для колекції Сенявського.
Фінансові операції Кампенгаузена свідчать про достаток. Так у посаг 1710 року отримав від тестя 10 тис. злотих, а також право вимоги на частину заборгованості за неврегульованим спадком після першої дружини тестя. Відомо, що за службу 1716 року комендантом у Львові отримав від Сенявського загалом 3461 злотих. Від 1736 року походить звістка про претензії до львівського кагалу у справі 72 тис. злотих, залишених під відсоток. 1719 року у львівському костелі єзуїтів було встановлено вівтар Матері Божої Болесної, створений на пожертви Кампенгаузена.
Автори публікацій про Кампенгаузена неодноразово відзначали, що відомості про нього частково базуються на родинних переказах або історичній традиції і потребують подальшого дослідження. В атрибуції літературної та теоретичної спадщини теж можливі нові знахідки та відкриття. Повне ім'я залишається нез'ясованим. У літературі трапляються варіанти Ян Міхал, Ян Миколай і Ян Йоахим. Кампенгаузен особисто вживав на письмі ініціали J. J. і прізвище починав літерою С. Після вступу на польську службу — на K.

## Теоретичні праці
Єдина видана праця Кампенгаузена — Chwała i apologia kopi i pik, cum refutationem niektórych zarzutów przeciwko nim, видана анонімно в Каліші, 1737 року, присвячена плоцькому єпископові Антонію Дембовському. Мало вивчена істориками, була частиною загальноєвропейської полеміки XVIII століття між прихильниками холодної і вогнепальної зброї. Одночасно є значимою пам'яткою польської барокової літератури. Автор доводив важливість холодної зброї, виступав за повернення таких традиційних для польського війська озброєнь, як піка і бердиш. Подібні погляди мав і щодо озброєння кінноти, зокрема нового її типу — лансьєрів. Теоретичні напрацювання Кампенгаузена залишились значною мірою не реалізованими через загальний занепад війська Речі Посполитої. Свого часу книга надихнула письменника Кароля Шайноху на написання оповідання Kopia husarska, де дійовими особами є парнавський підкоморій і його внук.
Історик Мар'ян Кукель, базуючись на стилістичній близькості і збігах фрагментів тексту з Chwała i apologia…, однозначно приписав Кампенгаузену ще один анонімний рукопис — Obserwacje do wojennych operacyj i akcyj dla komenderującego… Написаний між 1719 і 1726 роками, зберігається в Курницькій бібліотеці. Наступна розширена редакція рукопису зберігається в бібліотеці Чарторийських у Кракові. Теж недатована, однак аналіз викладених фактів вказує нижню часову межу — 1735 рік. В роботі автор заявляє помірковано консервативні погляди на структуру і традиції польського війська. Подає своє бачення ефективності різних родів військ. Кілька разів детально піднято питання методів партизанської війни на окупованій території. Дослідники особливо відзначають третю частину твору — міцне знання автором реалій бою і в той самий час — ретельну систематизацію його методів і обставин. Щоправда автор залишається безпорадним у питаннях постачання. За часом появи праця випереджала низку першорядних європейських робіт цієї тематики і тривалий час залишалась єдиним у своєму роді польським підручником з військової тактики.
Мар'ян Кукель припускав, що книга генерала-лейтенанта Флеммінга Exercitia należące do dragoniey, датована 1710 роком, а також анонімний і недатований перший польськомовний статут для муштри піхоти могли насправді бути авторства Кампенгаузена. «Exercitia» — це, фактично, один з перших польськомовних статутів для польських військ іноземного походоження. Детально дослідивши питання, Кукель довів, що цей статут було реально впроваджено, всупереч поширеній думці істориків про побутування німецьких «муштр» до щонайменше 1760-х.
У рукописі залишився польськомовний трактат Кампенгаузена De militaria nostrorum temporum et disciplina (раніше перебував у колекції бібліотеки Залуських). Праця під назвою Tractat de Militia Graeca була втрачена (автор посилається на неї у «Chwała i apologia kopi…»). У Бібліотеці Варшавського університету зберігається рукопис «Sen, albo też różne mysli o munstrze polskiej, gdy nie przyjdzie nigdy do tego, miany w Warszawie anno 1733 in februario od Prawdzińskiego, kochającego polski język.» У ньому Кампенгаузен, виступаючи під псевдонімом «Правдзинський», уболіває за польською мовою у військовій справі, засуджує поширений звичай «німецьких муштр». Йому приписувано також працю Бартоломея Людера від 1736 року «Cithara Apollinis Dei-Hominis, parentis Divinae, Divorum honori cantando instructa per…» Ймовірно, також, писав біографію Августа II.

## Фортифікаційні роботи
Львів
Кампенгаузен застав оборонні споруди Львова в дуже поганому стані, про що подав магістрату докладний звіт. Перелік реальних ремонтних робіт відомий уривчасто. У листуванні з Сенявським фігурують лише деякі деталі, як то видатки на ремонт валів, вирубка дерева на матеріали у лісах львівської курії. Було поглиблено канал для осушення підвалів у місті, ймовірно проводились і інші земляні роботи. Зрештою, як протеже Сенявського, з політичних причин був змушений відмовитись від посади коменданта.
Олешичі
Було проведено ремонт дерев'яних будинків і земляних укріплень. Цілком можливо, що фортифікації було перебудовано. Рисунок Герарда Цьолка від 1720 року демонструє чотирикутні у плані споруди з п'ятикутними наріжними бастіонами. Подібну конфігурацію мають і збудовані пізніше укріплення Звенигорода. Роботи збігались у часі з комендантством у Львові.
Звенигород
Про існування оборонних споруд Звенигорода відомо ще з княжих часів. Від кінця XVII століття роботи з реконструкції проводились Сенявськими. Перші листи, з яких відомо про участь в укріпленні фортифікацій Кампенгаузена датуються 1712 роком (в літературі поширенішою є версія про 1714 рік). Пишучи до Сенявського Кампенгаузен, зокрема, згадує про створений ним проект для Звенигорода. Достеменно відомо, що споруджено два бастіони і закладено фундаменти під новий будинок. Роботи відбувались повільно. Протягом чотирьох років про них взагалі немає жодної згадки. Незадоволений Сенявський 1718 року позбавив Кампенгаузена орендованого села Лосовець. Для інспектування робіт і рахунків вислав інженера де Баланж. Паралельно існують згадки про участь у роботах полковника Єжи де Штенелле Гогендорфа, роль якого достеменно невідома, а також інженера Антонія Бекерського. 1722 року Кампенгаузена знову задіяно на будівництві у Звенигороді, щоправда за чужим проектом. Чи завершено роботи за життя Сенявського до 1726 року — невідомо.

## Родина
Батько Яна Кампенгаузена — Ян Герман Кампенгаузен, полковник шведського війська. Мати — баронівна Агнеса-Маргарита фон Гюльденгофф. Родина по батькові належала до шведської шляхти, яка переселилась із Любека, а ще раніше — з Голландії. Російська гілка Кампенгаузенів мала баронський титул Королівства Шведського.
Був одружений з Марією Луцією Дессьє, донькою військового інженера Яна Батисти Дессьє і Катажини Зелінської. Шлюбна угода укладена в Межибожі 20 лютого 1710 року. Там же 4 березня відбувся шлюб. Скоріш за все, саме тоді перейшов на католицизм. На сеймі 1726 року, ймовірно, добився шляхетського титулу (індигенату) для тестя.
Став засновником польської гілки родини Кампенгаузенів. Мав двох синів — Ігнатія і Яна-Атаназія, доньок Клавдію і Юліанну, Антоніну. Ігнатій — підполковник коронних військ, капітан меншої булави, селецький староста. Ян-Атаназій — власник низки сіл у Рипінському повіті. Клавдія вийшла заміж за Веловейського, житомирського чесника. Юліанна — за Томаша Дембовського плоцького підкоморія. Антоніна стала черницею-бернардинкою у Варшаві.